# Emiliano Mozzone
Emiliano Mozzone, vollständiger Name Emiliano Gastón Mozzone Sueiro, (* 23. April 1998 in Montevideo) ist ein uruguayischer Fußballspieler.

## Karriere

### Verein
Offensiv- bzw. Mittelfeldakteur Mozzone spielte von 2011 bis 2012 für die Jugendmannschaft des Danubio FC. In jenem Jahr wechselte er zum Nachwuchsteam von Centro Atlético Fénix. 2015 war er dort in der uruguayischen U-17-Meisterschaft mit 19 Treffern hinter Ricardo Roldan (Cerro) und Diego Rossi (Peñarol) (beide je 21 Tore) dritterfolgreichster Torschütze der Gesamtsaison. 14 dieser Treffer erzielte er in der Clausura und war damit in jener Halbserie gemeinsam mit Rossi Torschützenkönig. Am 27. Februar 2016 debütierte er dort in der Primera División, als er von Trainer Rosario Martínez am 4. Spieltag der Clausura beim 2:0-Heimsieg gegen den Club Atlético Peñarol in der 90. Spielminute für Cecilio Waterman eingewechselt wurde. Insgesamt absolvierte er in der Spielzeit 2015/16 nur diese eine Erstligapartie (kein Tor). Während der Saison 2016 kam er einmal (kein Tor) in der Liga zum Einsatz.

### Nationalmannschaft
Mozzone gehörte 2015 einer Vorauswahl der uruguayischen U-17-Nationalmannschaft an.